# Elisa Mouliaá Ruiz de Elvira
Elisa Mouliaá Ruiz de Elvira   (Madrid, 7 de gener de 1989) és una actriu espanyola de teatre, cinema i televisió.

## Trajectòria
Filla d'Ignacio Mouliaá, funcionari del Ministeri d'Hisenda, i Isabel Ruiz de Elvira, funcionària del Ministeri de Cultura, els seus inicis al teatre es remunten al 1997 quan va ingressar amb vuit anys en una companyia de teatre on va debutar amb obres com La rosa tatuada de Tennessee Williams o La vida en un hilo, d'Edgar Neville. Es va formar durant cinc anys a l'Estudi Internacional Juan Carlos Corazza i va compaginar els seus estudis amb els de Psicologia a la Universitat Autònoma de Madrid.
El seu debut a televisió va ser el 2006 amb un paper secundari a la sèrie Génesis, en la mente del asesino, per a continuar posteriorment amb aparicions episòdiques en altres produccions com Círculo rojo, El internado o Cuestión de sexo.
Es va fer coneguda el 2010 quan va participar com a personatge fix en la sèrie Águila roja de TVE, on va desenvolupar el personatge d'Irene durant vuit temporades fins al 2016, des de la segona temporada fins a la novena. El 2011 va interpretar Pantisilea a la sèrie Borgia, creada per Tom Fontana i dirigida per Oliver Hirschbiegel.
El 2015 va participar en la sèrie Rabia de Cuatro al costat de Patricia Vico i Adriana Ozores. També es va estrenar com a presentadora al programa de TVE TVemos. Al febrer de 2016 va estrenar la primera temporada de la sèrie Buscando el norte d'Antena 3 interpretant a Manuela. Aquell any també va estrenar la pel·lícula Embarazados, dirigida per Juana Macías i al costat de Paco León i Alexandra Jiménez. Al setembre es va incorporar al repartiment de la segona temporada de la sèrie de TVE Olmos y Robles interpretant la jutgessa Nora Salgado. El 2017 va ser escollida per a formar part de la sèrie diària de TVE Servir i proteger interpretant a l'oficial Lola Ramos.
Mouliaá ha protagonitzat videoclips per a artistes com Iván Ferreiro al tema «Paraísos perdidos», 84 a la cançó «Tribunal», Izal a la cançó «Tu continente», i Love of Lesbian amb «Los días no vividos», i ha compaginat la seva faceta d'actriu amb campanyes publicitàries de moda, com les realitzades per a Refresh Shoes, Springfield o Tampax.
El 24 d'octubre del 2024 va declarar haver estat víctima d'assetjament sexual per part del polític Íñigo Errejón.